# Capitol City (musikalbum)
Capitol City, svenskt musikalbum samt singel från 1979 av rockbandet Strix Q.
Singeln Boyss blev filmmusik till Ingmar Bergmans film om Fårö, Fårödokument, vilket i sin tur ledde till ett liveuppträdande i SVT:s Måndagsbörsen. Skivan följdes upp av en CBS-sponsrad turné med två andra stockholmsband.

## Låtlista

### Sida A
1. Boyss
2. Casino
3. Nattfjäril
4. Besviken,del.1
5. Besviken,del.2

### Sida B
1. Visa vad du går för
2. Vilda lekar
3. Golddigger
4. Capitol city
5. Underbar